# (35434) 1998 BF13
1998 BF13 (asteroide 35434) é um asteroide da cintura principal. Possui uma excentricidade de 0.21038550 e uma inclinação de 2.91296º.
Este asteroide foi descoberto no dia 24 de janeiro de 1998 por LINEAR em Socorro.